# Carl Ferdinand Blazejewski
Carl Ferdinand Blazejewski (* 17. Januar 1862 in Thorn; † 24. Mai 1900 in Borken bei Bartenstein) war ein deutscher evangelischer Pfarrer und der Gründer eines Diakonissenhauses.

## Leben
Bedingt durch die Tätigkeit des Vaters als Grenzaufseher und den damit verbundenen Versetzungen wuchs Blazejewski an unterschiedlichen Orten auf. Als Dreijähriger zog er mit seinen Eltern nach Alsdorf in der Nähe von Aachen. Seine Schulzeit verbrachte er wegen weiterer Versetzungen des Vaters in Maldingen in der Eifel, danach in Espeler, dann in Köln und schließlich in Emmerich. 1882 ging er nach Halle, um ein Theologiestudium aufzunehmen. Wegen finanzieller Schwierigkeiten war Blazejewski gezwungen, das Studium zu unterbrechen und nahm 1883 eine Anstellung als Hauslehrer in Stölitz (Pommern) und danach 1885 in Versmold an. Im Jahr 1886 konnte er das Studium in Halle wieder aufnehmen. Ab 1888 besuchte er das Domkandidatenstift in Berlin und wurde danach 1889 Marinepfarrer in Kiel. 1892 übernahm er eine Pfarrstelle an der Kirche Borken. Im selben Jahr hatte er auf einer Reise ein besonderes Glaubenserlebnis, das ihn zu einer inneren Umkehr bewegte. 1893 prägte ihn eine christliche Studentenkonferenz in Frankfurt am Main, die mit unter der Leitung von Hudson Taylor stand.
Im Jahr 1899 nahm Blazejewski an einer Gemeinschaftskonferenz in Danzig teil. Im Anschluss an die Konferenz kam es am 2. Februar 1899 zu einem Gedankenaustausch zwischen vier Pfarrern, aus deren Gemeinden junge Mädchen sich zum Diakonissendienst gemeldet hatten, aber nicht ausreichend betreut wurden. Blazejewski wurde mit der Gründung eines Gemeinschafts-Schwesternhauses beauftragt. Der Gemeinschaftsdiakonieverband wurde schließlich am 20. Oktober 1899 in Borken (polnisch Borki) mit zunächst vier Schwestern eröffnet und zog bereits im November 1900 unter Blazejewskis Nachfolger, Theophil Krawielitzki, nach Vandsburg (polnisch Więcbork) um. Blazejewski gilt als einer der Träger des Gemeinschaftsdenkens der deutschen Gemeinschaftsbewegung in Westpreußen, Pommern und Posen. Das von Blazejewski gegründete Diakonissenhaus gilt als Vorläufer des Deutschen Gemeinschafts-Diakonieverbandes, der 1915 als Zusammenschluss aller Arbeitsbereiche des Vandsburger Werkes von Krawielitzki zusammengefasst wurde. Die Diakonisse Marie Kalteissen entstammte dem Diakonissenmutterhaus Vandsburg.